# Přijímací řízení na vysokých školách
Přijímací řízení na vysokých školách je proces, při kterém lidé usilují o nástup na vysokou školu. Jeho proces se liší v závislosti na zemi, ve které se vysoká škola nachází, ale zpravidla se liší i mezi jednotlivými vysokými školami. Studenti, kteří se ucházejí o studium na vysoké škole, přijímací řízení absolvují většinou v posledním roce střední školy (případně nástavbového studia). V některých zemích je systém přijímacího řízení ovlivněn či zcela administrován centrálně, v jiných si systém přijímacího řízení nezávisle stanovují samotné vysoké školy.

## V Česku

### Obecné požadavky
V Česku neexistuje žádná centrální autorita, která by zasahovala do přijímacího řízení na vysokých školách. Nezbytnou podmínkou ke studiu na vysoké škole je ovšem úspěšné složení maturitní zkoušky, přičemž ta má i svou státní část, která se povinně skládá ze zkoušky z českého jazyka a literatury a buď cizího jazyka (angličtiny, němčiny, španělštiny, ruštiny nebo francouzštiny), nebo matematiky; většina studentů skládá zkoušky z anglického jazyka. Tyto testy zajišťuje Centrum pro zjišťování výsledků vzdělávání (CERMAT) spadající pod ministerstvo školství, mládeže a tělovýchovy. Podobu profilové části maturitní zkoušky si stanovují školy samy, povinná je zkouška z českého jazyka a literatury.

### Přijímací řízení vysokých škol
Různé vysoké školy, fakulty, katedry i jednotlivé obory si kritéria pro úspěšné absolvování přijímacího řízení a následného přijetí na vysokou školu stanovují samy. V některých případech přijímají jednotlivé uchazeče o studium celé fakulty na základě jediného standardizovaného písemného testu bez ohledu na studovaný obor (například Fakulta sociálních studií Masarykovy univerzity). Jiné fakulty naopak vytvářejí specifické oborové testy, které musí uchazeč úspěšně k přijetí vykonat (například Pedagogická fakulta Univerzity Karlovy). Další fakulty mohou v závislosti na typu oboru pořádal i ústní, talentové (na uměleckých oborech) nebo praktické zkoušky (typicky na lékařských nebo tělovýchovných oborech). Některé vysoké školy pak pořádají dvoukolové přijímací řízení (uchazeč např. nejprve složí písemný test a poté je pozván na ústní pohovor).
Většina vysokých škol v Česku umožňuje uchazečům podávat přihlášky do března daného roku (v roce 2025 například Univerzita Pardubice do 31. března, Univerzita Palackého v Olomouci do 15. března, Masarykova univerzita do 28. února), některé obory nebo fakulty však mohou přijímat studenty v rámci druhých kol přijímacích řízení i po tomto termínu. Některé školy umožňují přijmout studenta i bez absolvování přijímací zkoušky, například z důvodu nenaplněné kapacity oboru, účasti uchazeče na středoškolské odborné činnosti nebo olympiádě (a požadovaném minimálním umístění) nebo požadovanému prospěchu na vysvědčení ze střední školy. Bez přijímací zkoušky také často studenty přijímají soukromé vysoké školy. V souvislosti se snadným přijetím na vysokou školu nicméně vyvstává problematika vysoké neúspěšnosti studentů zejména bakalářského studia, která v průměru dosahuje hranice 60 % a na některých technických fakultách dokonce až 90% hranice neúspěšných studentů.
V Česku není nijak omezen počet přihlášek, které může uchazeč o studium podat, studenti si jich proto běžně podávají několik najednou. Kromě absolvování přijímací zkoušky, však musí student také uhradit poplatek spojený se zasláním přihlášky, který se zpravidla pohybuje ve výši vyšších stovek korun až jednoho tisíce Kč (jeho maximální výše činila v roce 2025 990 Kč).

#### Scio testy
Specifickým pro Česko a Slovensko jsou tzv. Národní srovnávací zkoušky, které pořádá soukromá společnost Scio, a které používá celá řada vysokých škol namísto vlastních přijímacích zkoušek. K roku 2025 využívalo z přibližně 140 fakult vysokých škol v Česku asi 60 z nich testy společnosti Scio. Například na Fakultě sociálních studií Masarykovy univerzity jsou od roku 2023 k přijetí používány výhradně testy společnosti SCIO a například Katedra politologie a evropských studií Filozofické fakulty Univerzity Palackého umožňovala v roce 2025 přijetí ke studiu buď po úspěšném složení jednotného testu Filozofické fakulty UP a oborového testu, nebo složení jednoho z typů testů pořádaných společností Scio. Podle informací ČT24 byl v roce 2024 tento způsob pořádaní přijímacích zkoušek stále populárnější a jen meziročně (z let 2023 na 2024) na něj přešlo dalších sedm fakult. Fakulty, které tento způsob využívají tím zpravidla ušetří finanční prostředky a čas vynaložený na vytváření vlastních přijímacích testů.
Testy pořádané společností SCIO jsou zpoplatněny a za další finanční prostředky umožňují studentům opakované skládání zkoušky v předem stanovených termínech, přičemž uchazečům o vysokou školu je uznán nejlepší dosažený výsledek přijímací zkoušky, kterou uchazeč absolvoval v daném akademickém roce. Z tohoto důvodu byl tento systém opakovaně kritizován s tím, že zvýhodňuje movitější uchazeče, kteří si mohou dovolit zaplatit více pokusů u přijímací zkoušky.
Národní srovnávací zkoušky společnosti SCIO se konají od prosince do května, nicméně některé vysoké školy uznávají pouze konkrétní termíny (navíc zpravidla požadují složení i konkrétního typu testu, nejčastěji testu Obecných studijních předpokladů nebo Základů společenských věd).